# 帕洛梅克
帕洛梅克，是西班牙卡斯蒂利亚-拉曼恰托莱多省的一个市镇。总面积22平方公里，总人口476人（2001年），人口密度22人/平方公里。